# Boletus aurantioruber
Espèce
Boletus aurantioruber, communément appelé en français Cèpe rouge-orangé, est une espèce comestible de champignons basidiomycètes, de la région du Michigan. C'est un cèpe du genre Boletus et de la famille des Boletaceae. Ressemblant morphologiquement à Boletus pinophilus européen, il est classé dans le groupe des Boletus edulis sensu stricto par une analyse phylogénétique récente qui a précisé qu'il s'agit d'une espèce différente de Boletus edulis et non uniquement une variété.

## Taxinomie

### Nom binomial
Boletus aurantioruber (E.A. Dick & Snell 1965) Both, Bessette & W.J. Neill, 2001 

### Synonymes
- Boletus edulis f. aurantioruber E.A. Dick & Snell 1965.

## Description

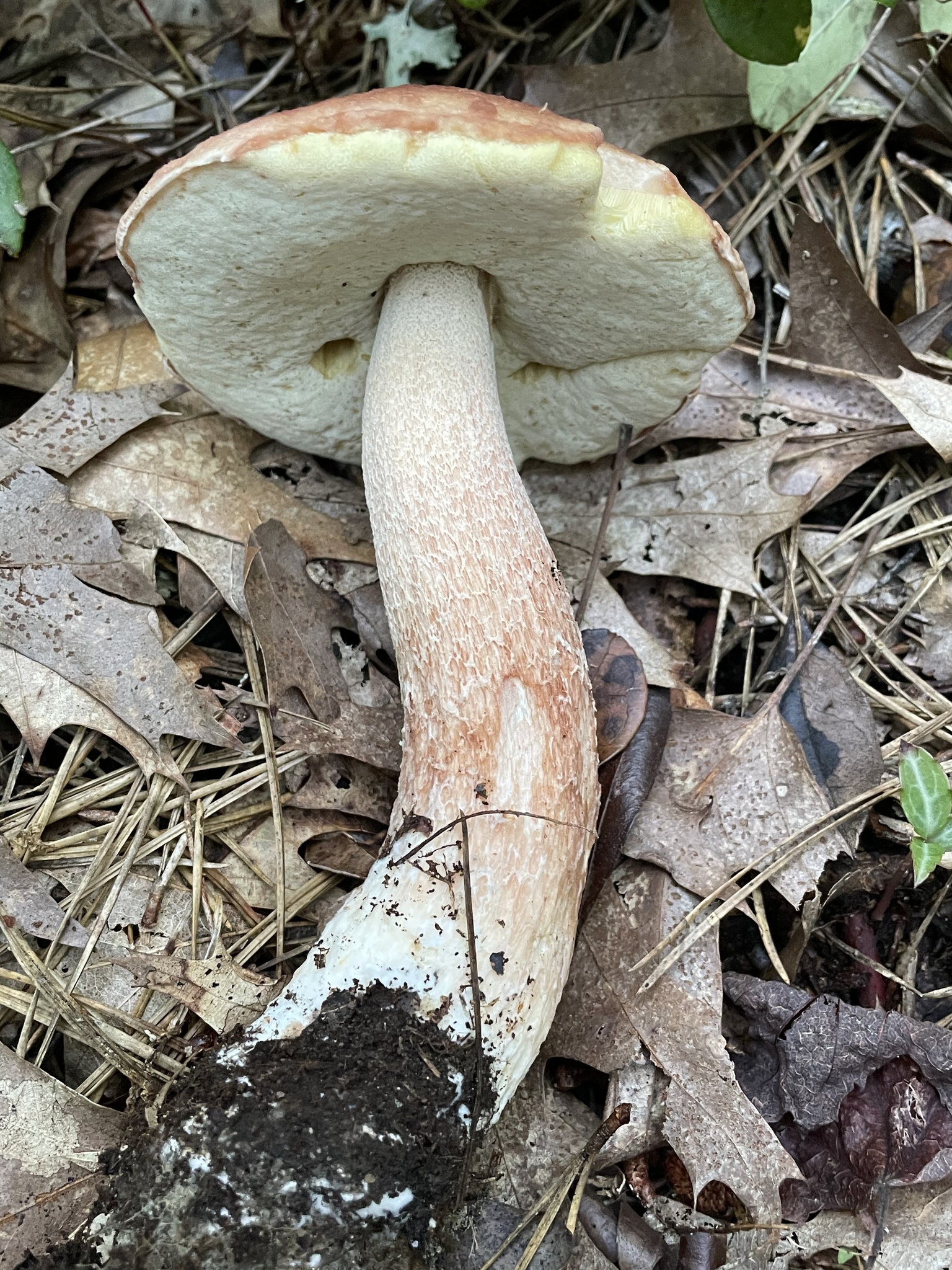
Boletus aurantioruber, le Cèpe rouge-orangé (Massachusetts, USA)

Hyménophore : 6-20 cm de diamètre, convexe à largement convexe puis subétalé, viscidule, glabre, lisse, parfois légèrement alvéolé,
Cuticule : orange rougeâtre ou  rouille, à marge unie.
Hymenium : face poroïde blanche puis jaune olivacé à maturité, immuable ou brunissant un peu au froissement. Pores circulaires et petits, 2-3 par mm. Couche de tubes concolore à la face poroïde, 1-2 cm de longueur.
Stipe : le stipe va de 8 à 15 x 2 à 4 cm, est égal à clavé vers la base, parfois bulbeux, plein, lisse ou avec de fortes réticulations pâles sur fond blanchâtre, crème à brunâtre, au moins dans la partie supérieure. Le stipe est plus jaune que Boletus edulis. Le voile partiel est absent.
Chair : blanche, immuable à la coupe, à odeur et saveur indistinctes.
Sporée : brun olive
Spores : ellipsoïdes à fusiformes.

## Habitat
Solitaire ou dispersé ; il se rencontre sur sol sous Abies balsamea.

## Confusion possible
Jeune, la confusion est possible entre Boletus chippewaensis et Boletus aurantioruber, dont la cuticule est typiquement rouge-orangée et le pied nettement plus réticulé.

## Saison
Fin-juin à mi-octobre.

## Comestibilité
Excellent comestible.